# Haberfeld-Stadion
Das Haberfeld-Stadion (hebräisch אִצְטַדְיוֹן הַבֶּרְפֶלְד Itzṭadjōn Haberfeld, auch Superland-Stadion genannt) ist ein Fußballstadion in der israelischen Stadt Rischon LeZion. Es ist die Heimspielstätte des Fußballvereins Hapoel Ironi Rischon LeZion.

## Geschichte
Von Baubeginn im Jahr 1993 bis 2003 hatte es den Namen Städtisches Stadion. Nach dem Tod des früheren Funktionärs Chaim Haberfeld (1931–2002), wurde dem ehemaligen Vorsitzenden der Israel Football Association zu Ehren der Name geändert.

## Nutzung
Neben der U-17-Fußball-Europameisterschaft 2022, wurde die Anlage bislang auch für eine Partie der israelischen Fußballnationalmannschaft während der Qualifikation zur Weltmeisterschaft 2023 gegen Portugal genutzt.